# Łukasz Teodorczyk
Łukasz Teodorczykⓘ (ur. 3 czerwca 1991 w Żurominie) – polski piłkarz występujący na pozycji napastnika, reprezentant Polski, uczestnik Mistrzostw Świata 2018.

## Kariera klubowa

### Początki
Teodorczyk jest wychowankiem MKS Wkra Żuromin, z którego w 2010 został przetransferowany do Polonii Warszawa, gdzie początkowo występował w drużynie Młodej Ekstraklasy – w sezonie 2010/2011 strzelając 15 goli został królem strzelców i najlepszym piłkarzem tych rozgrywek.

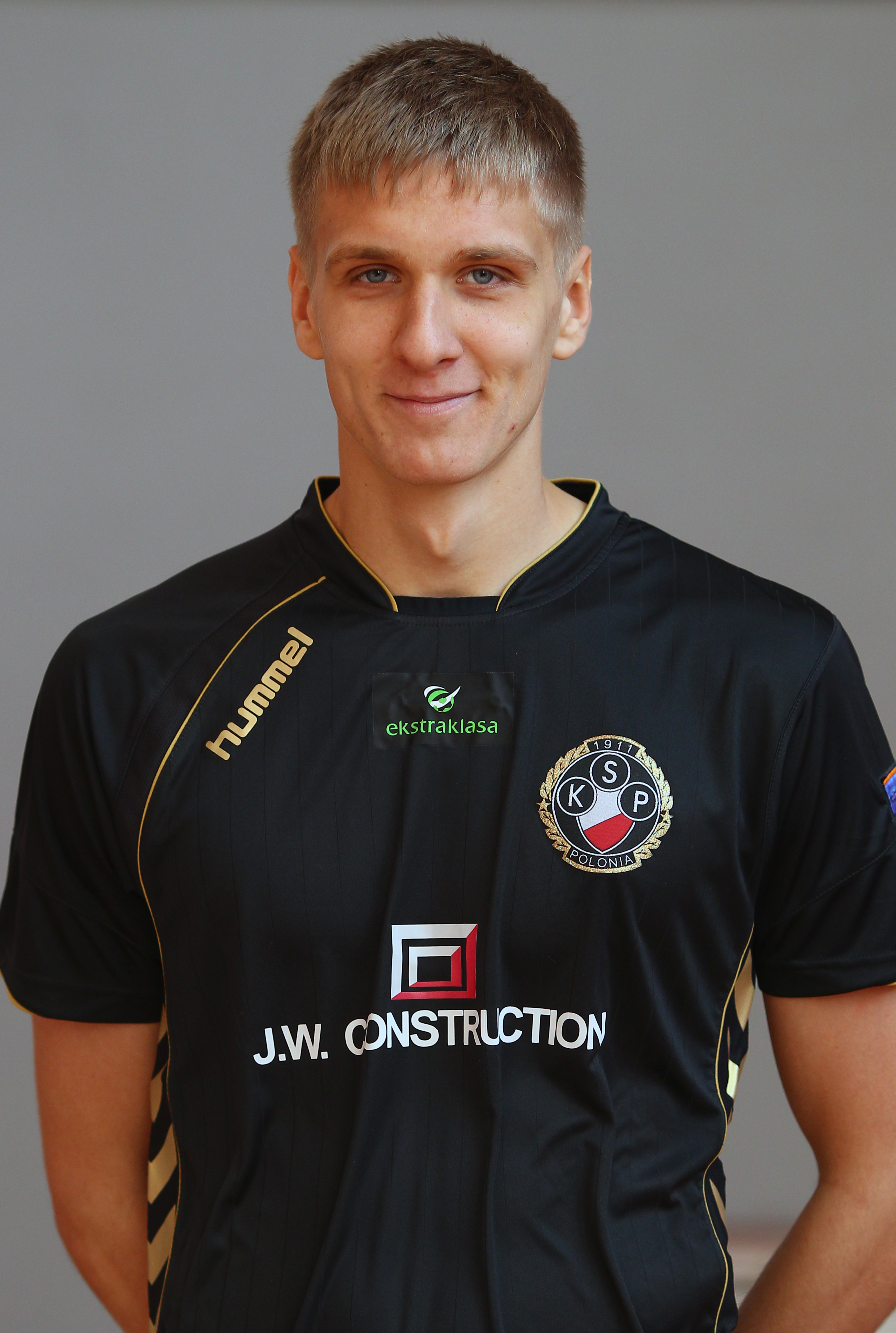
Łukasz Teodorczyk w barwach Polonii Warszawa (2011)

#### Polonia Warszawa
Po kilku miesiącach spędzonych w drużynach juniorskich został włączony do kadry pierwszego zespołu KSP, a następnie 30 października 2010 w wyjazdowym meczu przeciwko Jagiellonii Białystok (0:1) zadebiutował w Ekstraklasie. Pierwszą bramkę w tych rozgrywkach strzelił 27 sierpnia 2011 w wygranym 2:1 spotkaniu z GKS-em Bełchatów. W Polonii Warszawa rozegrał łącznie 32 mecze, w których strzelił 10 goli i zanotował 7 asyst.

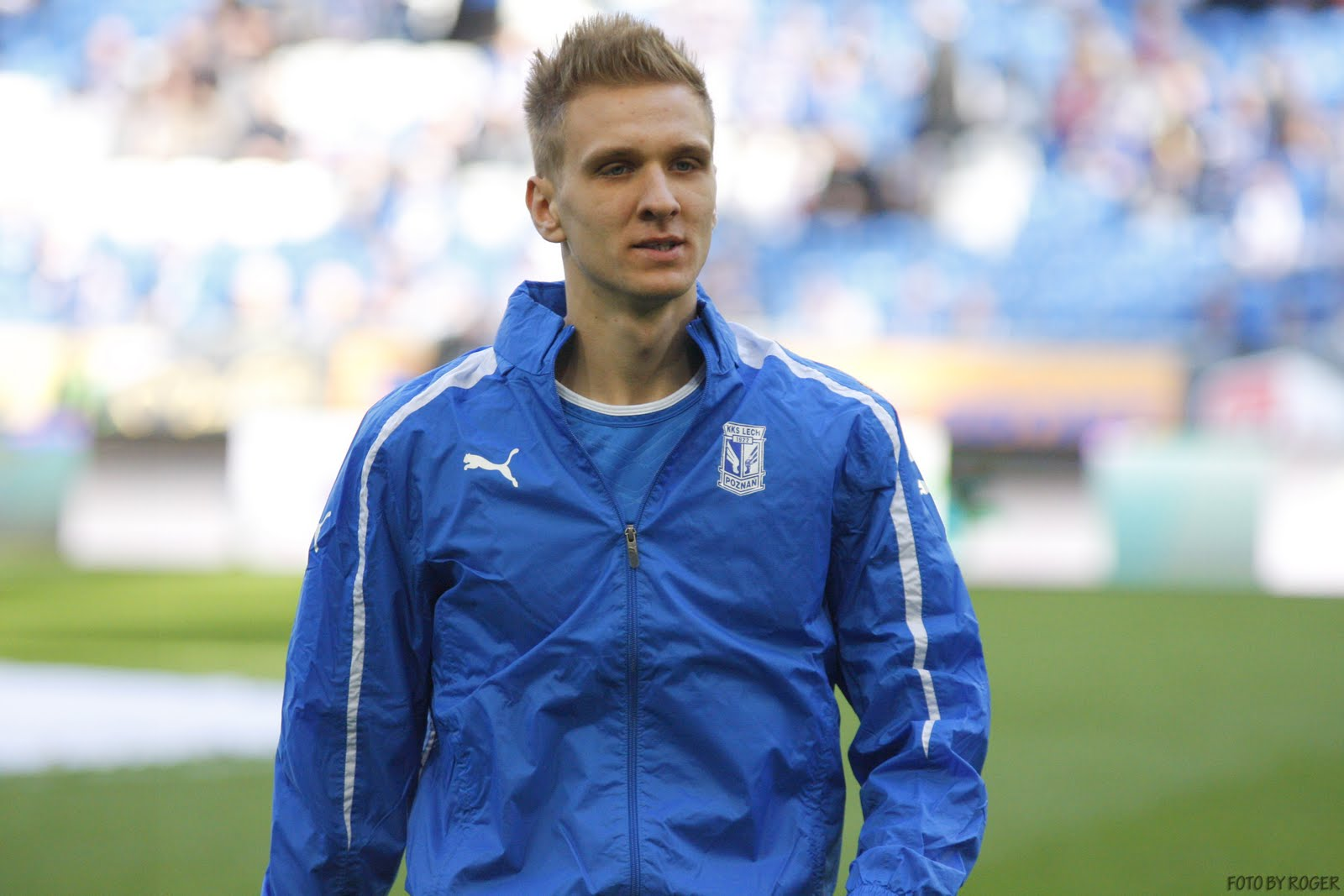
Teodorczyk jako piłkarz Lecha Poznań (2013)

#### Lech Poznań
W połowie stycznia 2013 Teodorczyk podpisał kontrakt z Lechem Poznań, który miał wejść w życie 1 lipca. 18 lutego 2013 poznański klub poinformował, że piłkarz wzmocni jego szeregi już wiosną. W zespole Lecha zadebiutował 24 lutego 2013 w wygranym 4:0, ligowym meczu z Ruchem Chorzów, zaliczając dwie asysty. Podczas swojego pierwszego sezonu w Poznaniu w 14 ligowych występach strzelił 1 bramkę. 5 kwietnia 2014 w wygranym 6:1 meczu z Jagiellonią zdobył swojego pierwszego hat-tricka w profesjonalnej karierze. W sezonie 2013/14 zdobył dla Lecha 20 ligowych bramek i zajął 3. miejsce w klasyfikacji strzelców Ekstraklasy. W barwach Lecha, Łukasz Teodorczyk wychodził na boisko 58 razy. Zdobył 28 bramek i zanotował 13 asyst.

### Kariera międzynarodowa

#### Dynamo Kijów

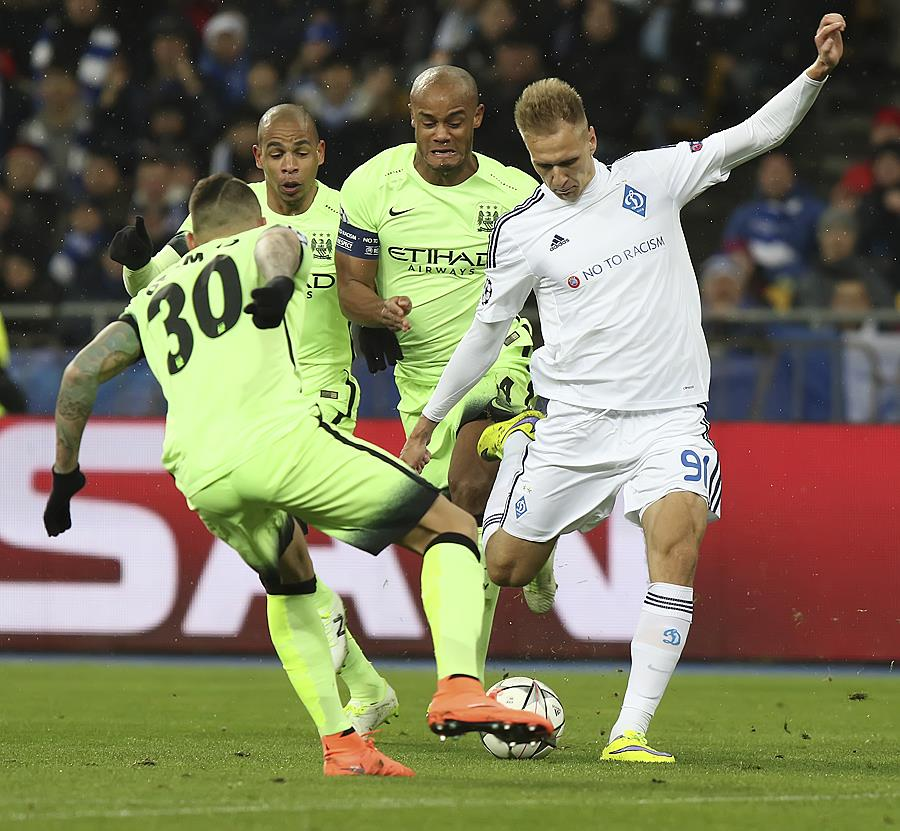
Łukasz Teodorczyk podczas meczu Ligi Mistrzów z Manchesterem City (24.02.2016)

27 sierpnia 2014 podpisał 5-letni kontrakt z ukraińskim klubem Dynamo Kijów. W Premier-Liha zadebiutował 30 sierpnia 2014 w wygranym 2:0 meczu z Czarnomorćem Odessa. Polak pojawił się na boisku w 85' minucie gry zmieniając Younesa Belhande i przy pierwszym kontakcie z piłką zanotował asystę przy bramce Andrija Jarmołenki na 2:0. Pierwszą bramkę dla Dynama zdobył w następnej ligowej kolejce - 13 września 2014 w meczu z Zorią Ługańsk (2:2). W sezonie 2014/15 sięgnął z Dynamem po mistrzostwo i Puchar Ukrainy. 24 listopada 2015 podczas wygranego 2:0 meczu z FC Porto, zadebiutował w rozgrywkach fazy grupowej Ligi Mistrzów. 14 maja 2016 w meczu z Metalistem Charków strzelił pierwszego hattricka dla Dynama Kijów. W sezonie 2015/16 ponownie zdobył ze swoim zespołem mistrzostwo Ukrainy, jednak z powodu kontuzji, która wykluczyła go z gry na pierwszą część sezonu, był on przeważnie zawodnikiem rezerwowym.

#### RSC Anderlecht
4 sierpnia 2016 został wypożyczony na rok z opcją pierwokupu do belgijskiego klubu RSC Anderlecht. W nowym zespole zadebiutował 7 sierpnia 2016 w wygranym 5:1 meczu 2. kolejki Eerste klasse z KV Kortrijk, strzelając debiutancką bramkę i zaliczając asystę. W całym 2016 roku zdobył 16 ligowych bramek co zaowocowało zajęciem przez niego drugiego miejsca w prestiżowym plebiscycie na najlepszego piłkarza ligi belgijskiej organizowanym pod egidą gazety „Het Laatste Nieuws”. Jego niestawienie się na uroczystej gali tego plebiscytu, wywołało w Belgii ogromną falę krytyki pod jego adresem. Ponadto 4 razy z rzędu, od września do grudnia 2016, był wybierany przez kibiców Anderlechtu, piłkarzem miesiąca. 30 marca 2017, został definitywnie wykupiony przez Anderlecht i podpisał obowiązujący od 1 lipca 2017, trzyletni kontrakt z tym klubem. 18 maja 2017 w meczu z Charleroi (3:1), strzelił swoją 29. i 30. bramkę w sezonie, biorąc pod uwagę wszystkie rozgrywki i został najskuteczniejszym piłkarzem Anderlechtu w jednym sezonie, w XXI wieku. Dzięki tej wygranej, Anderlecht zapewnił sobie 34. w historii klubu, tytuł mistrzowski, a Teodorczyk z 22 ligowymi bramkami, został królem strzelców Jupiler Pro League. 22 lipca 2017, pokonując 2:1 drużynę Zulte Waregem, zdobył z Anderlechtem Superpuchar Belgii. 25 lutego 2018 w ligowym spotkaniu z Mouscron (5:3), strzelił swojego pierwszego hattricka dla klubu.

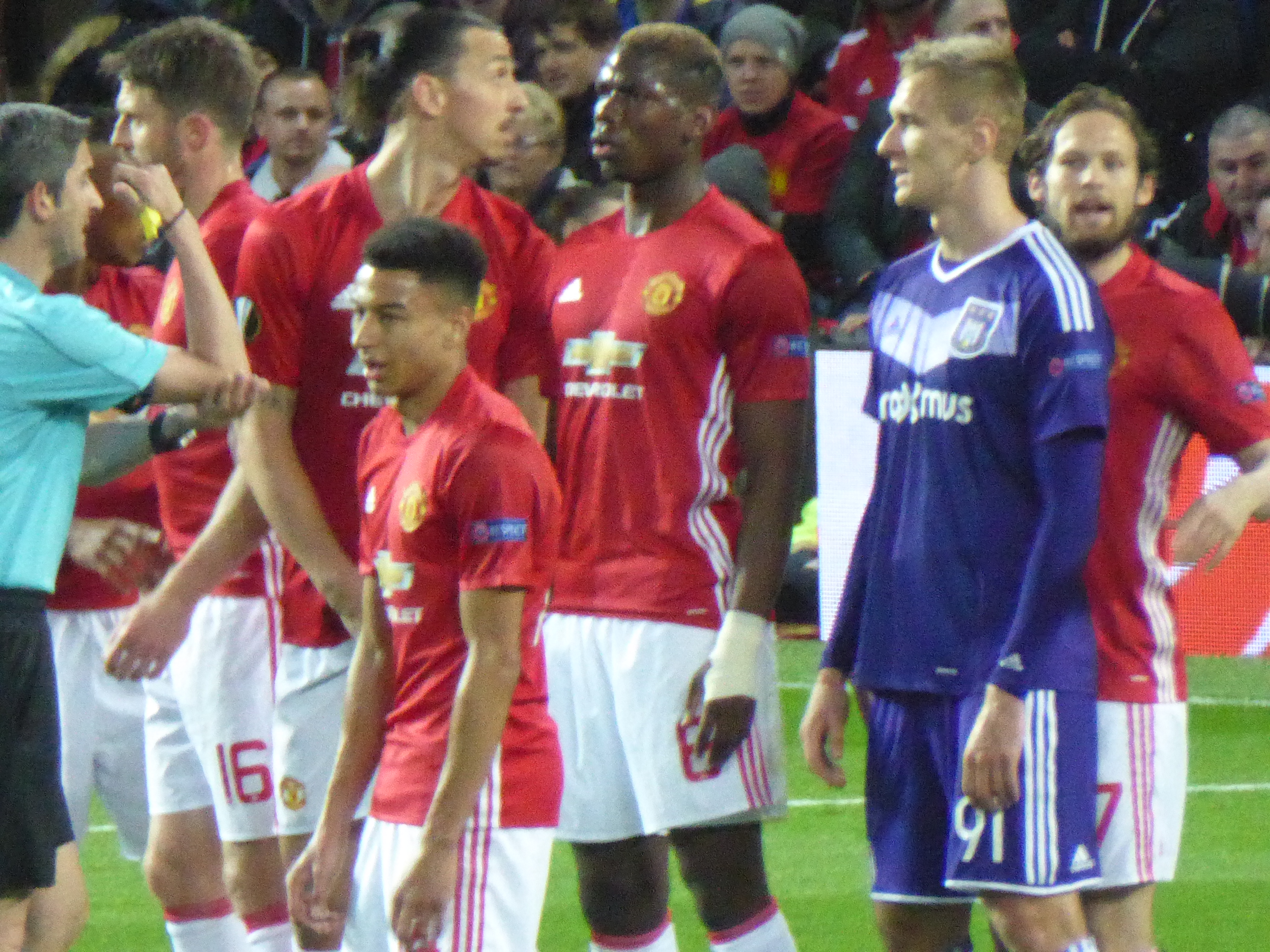
Teodorczyk podczas meczu Ligi Europy z Manchesterem United (20.04.2017)

#### Udinese Calcio
17 sierpnia 2018 podpisał czteroletni kontrakt z włoskim klubem Udinese Calcio. Kwota transferu wyniosła około 7 mln euro.
Zadebiutował 19 sierpnia 2018 w zremisowanym 2:2, meczu z Parmą. 19 lutego 2019 w meczu z Chievo Verona, zdobył swoją pierwszą bramkę w Serie A. Polski napastnik wszedł na boisko w 82 minucie meczu, a w 86 nie wykorzystał rzutu karnego lecz zdołał dobić piłkę po obronionym uderzeniu i zapewnił drużynie domowe zwycięstwo 1:0. Sezon 2018/2019 zakończył z dorobkiem 1 bramki uzyskanej w 16 ligowych występach. Kolejny sezon rozpoczął jako rezerwowy. 3 listopada 2019 w meczu z Genoą zanotował asystę przy bramce Kevina Lasagni na 3:1. W sezonie 2019/2020 rozegrał łącznie 16 meczów, w których nie zdobył bramki. Podczas pobytu we włoskim klubie zmagał się z wieloma urazami, które wykluczały go z udziału w meczach. 29 grudnia 2021 rozwiązał kontrakt klubem za porozumieniem stron.

#### Royal Charleroi
5 października 2019 został wypożyczony na rok do belgijskiego klubu Royal Charleroi. Zadebiutował 15 grudnia 2019 w meczu 18. kolejki Eerste klasse z Cercle Brugge wygranym przez jego zespół 2:4. 3 lutego 2021 w meczu 6. rundy Pucharu Belgii z KVC Wasterlo zdobył swoją pierwszą bramkę w nowym klubie, zapewniając drużynie zwycięstwo 1:0. Było to pierwsze trafienie napastnika od 17 lutego 2019, kiedy to strzelił gola w meczu z Chievo w barwach Udinese. W sezonie 2020/2021 rozegrał w Charleroi łącznie 17 meczów, w których zdobył 1 gola. Wszystkie spotkania rozpoczynał jako rezerwowy. Po zakończeniu sezonu powrócił do Udinese. 

#### LR Vicenza
4 stycznia 2022 podpisał półroczny kontrakt z włoskim klubem Vicenza, występującym w rozgrywkach Serie B.
19 listopada 2022 zakończył karierę piłkarską.

## Kariera reprezentacyjna
Teodorczyk grał w reprezentacji Polski do lat 20 oraz 21. 6 listopada 2012, selekcjoner Waldemar Fornalik powołał go do reprezentacji Polski na towarzyski mecz z Urugwajem, w którym jednak nie wystąpił. 2 lutego 2013, zdobywając dwie bramki w towarzyskim meczu z Rumunią zadebiutował w pierwszej reprezentacji. W 2017 pięciokrotnie występując w eliminacjach, awansował z reprezentacją Polski na Mistrzostwa Świata 2018.
4 czerwca 2018, selekcjoner Adam Nawałka oficjalnie powołał go do 23-osobowej kadry reprezentacji Polski na Mundial.

## Statystyki

### Klubowe
(aktualne na dzień 20 maja 2022)
| Klub               | Sezon              | Liga               | Liga  | Liga   | Puchar kraju | Puchar kraju | Europa | Europa | Inne  | Inne   | Suma  | Suma   |
| Klub               | Sezon              | Liga               | Mecze | Bramki | Mecze        | Bramki       | Mecze  | Bramki | Mecze | Bramki | Mecze | Bramki |
| ------------------ | ------------------ | ------------------ | ----- | ------ | ------------ | ------------ | ------ | ------ | ----- | ------ | ----- | ------ |
| Polonia Warszawa   | 2010/11            | Ekstraklasa        | 6     | 0      | 1            | 1            | –      | –      | –     | –      | 7     | 1      |
| Polonia Warszawa   | 2011/12            | Ekstraklasa        | 11    | 4      | –            | –            | –      | –      | –     | –      | 11    | 4      |
| Polonia Warszawa   | 2012/13            | Ekstraklasa        | 13    | 5      | 1            | 0            | –      | –      | –     | –      | 14    | 5      |
| Polonia Warszawa   | Ogólnie            | Ogólnie            | 30    | 9      | 2            | 1            | 0      | 0      | 0     | 0      | 32    | 10     |
| Lech Poznań        | 2012/13            | Ekstraklasa        | 14    | 1      | –            | –            | –      | –      | –     | –      | 14    | 1      |
| Lech Poznań        | 2013/14            | Ekstraklasa        | 32    | 20     | 2            | 1            | 4      | 3      | –     | –      | 38    | 24     |
| Lech Poznań        | 2014/15            | Ekstraklasa        | 4     | 3      | –            | –            | 2      | 0      | –     | –      | 6     | 3      |
| Lech Poznań        | Ogólnie            | Ogólnie            | 50    | 24     | 2            | 1            | 6      | 3      | 0     | 0      | 58    | 28     |
| Dynamo Kijów       | 2014/15            | Premier-liha       | 13    | 5      | 5            | 2            | 6      | 3      | –     | –      | 24    | 10     |
| Dynamo Kijów       | 2015/16            | Premier-liha       | 11    | 5      | 3            | 1            | 4      | 0      | –     | –      | 18    | 6      |
| Dynamo Kijów       | Ogólnie            | Ogólnie            | 24    | 10     | 8            | 3            | 10     | 3      | 0     | 0      | 42    | 16     |
| RSC Anderlecht     | 2016/17            | Eerste klasse      | 38    | 22     | 2            | 1            | 13     | 7      | –     | –      | 53    | 30     |
| RSC Anderlecht     | 2017/18            | Eerste klasse      | 33    | 15     | –            | –            | 6      | 0      | 1     | 0      | 40    | 15     |
| RSC Anderlecht     | Ogólnie            | Ogólnie            | 71    | 37     | 2            | 1            | 19     | 7      | 1     | 0      | 93    | 45     |
| Udinese Calcio     | 2018/19            | Serie A            | 16    | 1      | 0            | 0            | –      | –      | –     | –      | 16    | 1      |
| Udinese Calcio     | 2019/20            | Serie A            | 14    | 0      | 2            | 0            | –      | –      | –     | –      | 16    | 2      |
| Udinese Calcio     | Ogólnie            | Ogólnie            | 30    | 1      | 2            | 0            | 0      | 0      | 0     | 0      | 32    | 3      |
| Charleroi          | 2020/21            | Eerste klasse      | 15    | 0      | 2            | 1            | –      | –      | –     | –      | 17    | 1      |
| Charleroi          | Ogólnie            | Ogólnie            | 15    | 0      | 2            | 1            | 0      | 0      | 0     | 0      | 17    | 1      |
| L.R.Vicenza        | 2021/22            | Serie B            | 14    | 1      | 0            | 0            | –      | –      | –     | –      | 14    | 1      |
| L.R.Vicenza        | Ogólnie            | Ogólnie            | 14    | 1      | 0            | 0            | 0      | 0      | 0     | 0      | 14    | 1      |
| Ogólnie w karierze | Ogólnie w karierze | Ogólnie w karierze | 234   | 82     | 18           | 7            | 35     | 13     | 1     | 0      | 288   | 104    |

### Reprezentacyjne
(aktualne na dzień 28 czerwca 2018)
| Reprezentacja | Rok     | Mecze | Bramki |
| ------------- | ------- | ----- | ------ |
| Polska        |         |       |        |
| 2013          | 4       | 3     |        |
| 2014          | 3       | 0     |        |
| 2016          | 4       | 1     |        |
| 2017          | 3       | 0     |        |
| 2018          | 5       | 0     |        |
| Ogólnie       | Ogólnie | 19    | 4      |

| Mecze i gole w reprezentacji | Mecze i gole w reprezentacji | Mecze i gole w reprezentacji | Mecze i gole w reprezentacji | Mecze i gole w reprezentacji | Mecze i gole w reprezentacji | Mecze i gole w reprezentacji         |
| Lp.                          | Data                         | Miejsce                      | Przeciwnik                   | Gol                          | Wynik                        | Rozgrywki                            |
| ---------------------------- | ---------------------------- | ---------------------------- | ---------------------------- | ---------------------------- | ---------------------------- | ------------------------------------ |
| 1.                           | 02.02.2013                   | Malaga, Hiszpania            | Rumunia                      | Gol · Gol                    | 4:1                          | towarzyski, (nieuznawany przez FIFA) |
| 2.                           | 22.03 2013                   | Warszawa, Polska             | Ukraina                      |                              | 1:3                          | el. MŚ 2014                          |
| 3.                           | 26.03 2013                   | Warszawa, Polska             | San Marino                   | Gol                          | 5:0                          | el. MŚ 2014                          |
| 4.                           | 19.11.2013                   | Poznań, Polska               | Irlandia                     |                              | 0:0                          | towarzyski                           |
| 5.                           | 18.01.2014                   | Poznań, Polska               | Norwegia                     |                              | 3:0                          | towarzyski                           |
| 6.                           | 05.03.2014                   | Warszawa, Polska             | Szkocja                      |                              | 0:1                          | towarzyski                           |
| 7.                           | 18.11.2014                   | Wrocław, Polska              | Szwajcaria                   |                              | 2:2                          | towarzyski                           |
| 8.                           | 23.03.2016                   | Poznań, Polska               | Serbia                       |                              | 1:0                          | towarzyski                           |
| 9.                           | 11.10.2016                   | Warszawa, Polska             | Armenia                      |                              | 2:1                          | el. MŚ 2018                          |
| 10.                          | 11.11.2016                   | Bukareszt, Rumunia           | Rumunia                      |                              | 3:0                          | el. MŚ 2018                          |
| 11.                          | 14.11.2016                   | Wrocław, Polska              | Słowenia                     | Gol                          | 1:1                          | towarzyski                           |
| 12.                          | 26.03.2017                   | Podgorica, Czarnogóra        | Czarnogóra                   |                              | 2:1                          | el. MŚ 2018                          |
| 13.                          | 10.06.2017                   | Warszawa, Polska             | Rumunia                      |                              | 3:1                          | el. MŚ 2018                          |
| 14.                          | 04.09.2017                   | Warszawa, Polska             | Kazachstan                   |                              | 3:0                          | el. MŚ 2018                          |
| 15.                          | 27.03.2018                   | Chorzów, Polska              | Korea Południowa             |                              | 3:2                          | towarzyski                           |
| 16.                          | 08.06.2018                   | Poznań, Polska               | Chile                        |                              | 2:2                          | towarzyski                           |
| 17.                          | 12.06.2018                   | Warszawa, Polska             | Litwa                        |                              | 4:0                          | towarzyski                           |
| 18.                          | 24.06.2018                   | Kazań, Rosja                 | Kolumbia                     |                              | 0:3                          | MŚ 2018                              |
| 19.                          | 28.06.2018                   | Wołgograd, Rosja             | Japonia                      |                              | 1:0                          | MŚ 2018                              |

## Sukcesy

### Lech Poznań
- Mistrzostwo Polski: 2014/2015

### Dynamo Kijów
- Mistrzostwo Ukrainy: 2014/2015, 2015/2016
- Puchar Ukrainy: 2014/2015

### RSC Anderlecht
- Mistrzostwo Belgii: 2016/2017
- Superpuchar Belgii: 2017

### Indywidualne
- Król strzelców Młodej Ekstraklasy: 2010/2011 (15 goli)[32]
- Król strzelców Jupiler Pro League: 2016/2017 (22 gole)[33]
- Piłkarz sezonu Młodej Ekstraklasy: 2010/2011[34]
- Piłkarz miesiąca Anderlechtu: wrzesień, październik, listopad, grudzień 2016[7]
- Najlepszy piłkarz Jupiler Pro League w plebiscycie Het Laatste Nieuws (2. miejsce): 2016[5]

## Życie prywatne
Obecnie spotyka się z Natalią Truszczyńską. Para jest zaręczona od czerwca 2021 roku.